# Fulvius anthocorides
Fulvius anthocorides är en insektsart som beskrevs av Carl Stål 1862. Fulvius anthocorides ingår i släktet Fulvius och familjen ängsskinnbaggar. Inga underarter finns listade i Catalogue of Life.